# Fredy González
Fredy Excelino González Martínez (* 18. Juni 1975 in Líbano) ist ein ehemaliger kolumbianischer Radrennfahrer.

## Karriere
González konnte seine größten Erfolge auf bergigen Terrain erzielen. So gewann er 2001 und 2003 die Bergwertung des Giro d’Italia, das Maglia Verde. Im Jahr 2001 gewann er in Italien die Trofeo dello Scalatore (dt. etwa: Kletterer-Trophäe). Auch bei den bergigen Etappenrennen seines Heimatlandes war er erfolgreich: Beim Clásico RCN gewann er 2001 eine Etappe und 2003 zwei Etappen und die Bergwertung. In der Landesrundfahrt Vuelta a Colombia gewann er zwischen 1999 und 2011 insgesamt sechs Etappen. Allerdings wurde er im Jahr 2007 am Tag vor seinem Etappensieg positiv auf Testosteron getestet und ab März 2008 vom Weltradsportverband Union Cycliste Internationale für zwei Jahre gesperrt.
Nach Ablauf seiner Sperre kehrte González noch einmal als aktiver Radsportler zurück, startete aber nur noch bei Rennen in Südamerika und Asien. Bei der Vuelta a Colombia konnte er 2010 und 2011 noch jeweils einen Etappenerfolg erringen. Nach der Saison 2014 wurde González nicht mehr in den Ergebnislisten der UCI geführt.

## Erfolge
1998
- zwei Etappen Vuelta a Colombia

1999
- zwei Etappen Vuelta al Táchira
- eine Etappe Vuelta a Colombia

2001
- Maglia Verde Giro d’Italia
- eine Etappe Clásico RCN
- Trofeo dello Scalatore

2002
- zwei Etappen und Bergwertung Clásico RCN

2003
- Maglia Verde Giro d’Italia

2004
- zwei Etappen Vuelta al Táchira
- eine Etappe Vuelta a Venezuela
- Tour de Langkawi

2005
- eine Etappe Settimana Ciclistica Lombarda

2007
- eine Etappe Vuelta a Colombia[1]

2009
- Gesamtwertung Vuelta a Antioquia

2010
- eine Etappe Vuelta a Colombia

2011
- eine Etappe Vuelta a Colombia

## Grand-Tour-Platzierungen
| Grand Tour            | 2000 | 2001 | 2002 | 2003 | 2004 | 2005 |
| --------------------- | ---- | ---- | ---- | ---- | ---- | ---- |
| Giro d’ItaliaGiro     | DNF  | 46   | DNF  | 34   | DNF  | DNF  |
| Tour de FranceTour    | –    | –    | –    | –    | –    | –    |
| Vuelta a EspañaVuelta | –    | –    | –    | –    | –    | DNF  |